# Deductie van Johan de Witt

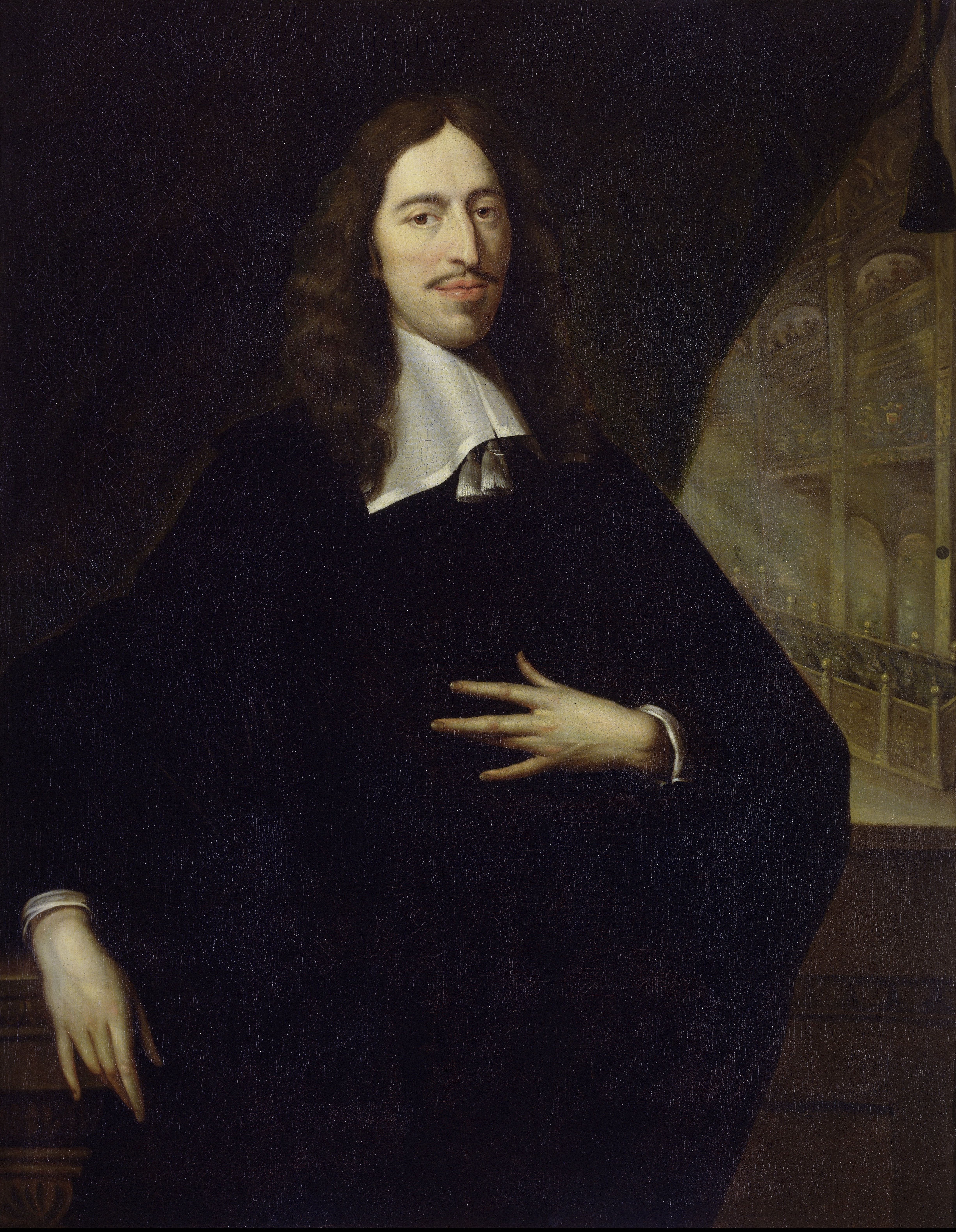
Johan de Witt (1625–1672).

De deductie van Johan de Witt is een tekst en redevoering van Johan de Witt uit augustus 1654, waarin hij de Akte van Seclusie (onderdeel van de Vrede van Westminster) rechtvaardigde ten overstaan van de Staten-Generaal van de Nederlanden.

## Achtergrond
Al sinds de Tachtigjarige Oorlog waren er spanningen ontstaan tussen staatse stadhouders en regenten in de revolutionaire Republiek. De stadhouders uit het Huis Oranje-Nassau (en de verwante takken Nassau-Dillenburg en Nassau-Dietz), die tijdens de oorlog aan het hoofd waren komen te staan van de opstandige noordelijke gewesten, trachtten vanaf Frederik Hendrik van Oranje een monarchie te stichten en een groot landleger te onderhouden om hun positie te verstevigen. De regenten daarentegen streefden naar oligarchische republiek en wensten de macht en invloed van de Oranje stadhouders te beperken. Zij waren tegen een sterke landmacht en wilden liever een machtige vloot die hun handelsbelangen kon beschermen. De spanningen kwamen tot een uitbarsting toen, na het sluiten van de Vrede van Münster, de regenten in de Staten van Holland het aantal grondtroepen wilden halveren en weigerden om de belasting ervoor te betalen. Frederik Hendriks zoon, stadhouder Willem II van Oranje, besloot daarop een couppoging te doen. Hij had het sterke leger nodig voor een invasie van Engeland, waar zijn schoonvader koning Karel I het jaar daarvoor was onthoofd door de republikeinse rebellen van Oliver Cromwell. Willems Aanslag op Amsterdam (1650) mislukte echter en kort daarna overleed hij, nog voordat zijn zoontje, de latere Willem III, werd geboren. De Staten van de meeste gewesten besloten vervolgens voorlopig geen nieuwe stadhouder te benoemen en zo begon daar het Eerste Stadhouderloze Tijdperk.
Ideologisch kwamen de Nederlandse Republiek en het Engelse Gemenebest overeen in het protestantisme en het verwerpen van erfelijke macht; dit maakte hen aangewezen bondgenoten tegenover het katholieke en royalistische Frankrijk en Spanje. Economisch was er echter stevige concurrentie: beide landen wilden graag het vacuüm van de vervallende koloniale handelsimperia van Spanje en Portugal opvullen. Eerder al hadden de Staten van Holland voorzichtig toenadering tot Cromwell gezocht, om de monarchale aspiraties van Willem II tegen te gaan. Maar na diens plotselinge dood eind 1650 waren de Staten een stuk terughoudender in het omarmen van Cromwell. In maart 1651 stuurde deze een diplomatiek gezantschap naar Den Haag met verregaande voorstellen: Engeland en Nederland zouden samen een protestantse republiek vormen, de resterende Spaanse en Portugese koloniën veroveren en ze onderling verdelen. Dit was echter onvoldoende in het belang van Nederland: men had net vrede gesloten met Spanje, de meeste Portugese koloniën in Azië al ingenomen en was bang voor oorlog met Frankrijk. In plaats van een politieke unie, stelden de Hollanders een vrijhandelsassociatie voor. De Engelsen vatten dit op als een belediging en besloten strafmaatregelen te nemen: de Akte van Navigatie in oktober 1651 hinderde de Nederlandse handel ernstig.
Na enkele maanden brak de Eerste Engels-Nederlandse Oorlog uit (1652–54), die de Engelsen wonnen. Cromwell dwong de Republiek bij de Vrede van Westminster om de Akte van Navigatie te erkennen en eiste bovendien van de Staten-Generaal dat zij nooit meer een Oranje (vooral Willem III) tot stadhouder of kapitein-generaal zouden benoemen. De Staten-Generaal weigerden echter, waarop Hollands raadspensionaris Johan de Witt en anderen Cromwell alsnog in een geheime clausule, de Akte van Seclusie, aanboden om de Oranjes voorgoed uit te sluiten van het stadhouderschap van Holland, en niet toe te staan dat andere gewesten hem wel zouden benoemen. Cromwell was tevreden en zegde ook toe de Republiek te beschermen tegen de Engelse troonpretendent uit het Huis Stuart, prins Karel van Wales.

## De Deductie
Na het aannemen van de omstreden Akte van Seclusie, werden raadpensionaris Johan de Witt en de andere "Loevesteinse" regenten aangevallen door hun tegenstanders, met name uit de provincies Zeeland, Friesland en Groningen, over de rechtmatigheid hiervan. De akte zou in strijd zijn met de Unie van Utrecht en van ondankbaarheid getuigen jegens het huis Oranje-Nassau. De Witt bestreed deze zienswijze met zijn Deductie. In zeventiende-eeuws taalgebruik was een deductie een uitvoerige uiteenzetting om een bepaald standpunt uiteen te zetten.
Johan de Witt verwees in het eerste deel van de Deductie naar de vroege geschiedenis van de Republiek der Zeven Verenigde Nederlanden om aan te tonen dat met het aannemen van de Akte van Seclusie niets is gedaan dat tegen de Unie van Utrecht inging. In het tweede deel zette hij met allerlei voorbeelden uit de geschiedenis uiteen dat erfelijke macht altijd corrumpeert, en dus in strijd is met de 'Ware Vrijheid', en dat de Republiek geenszins verplicht is om leden van het huis van Oranje tot hoge functies te verheffen. In augustus 1654 las De Witt zijn Deductie voor in de Staten-Generaal. Zijn tegenstanders konden toen niet anders dan de Akte van Seclusie accepteren. De Deductie van Johan de Witt wordt gezien als de eerste belangrijke tekst na de Vrede van Münster over de staatsinrichting van de Nederlanden. De tekst wordt tevens gezien als de position paper van Johan de Witt, waar veel van zijn latere handelingen mee verklaard kunnen worden.
Met de Akte van Seclusie en de Deductie maakte De Witt veel vijanden bij Oranjegezinde elementen in de Republiek en bij het gerelateerde Engelse Huis Stuart.

## Latere ontwikkelingen
In 1660 werd de Engelse monarchie gerestaureerd. Onder druk van Karel van Wales, inmiddels gekroond tot koning Karel II, werd de Akte van Seclusie weer ingetrokken. Dit opende de weg voor een eventuele Oranjerestauratie, waar ook de Stuarts dynastiek belang bij hadden. 
Op 5 augustus 1667 namen de Staten van Holland echter het Eeuwig Edict aan, dat het stadhouderschap in Holland afschafte en alle politieke functies van de stadhouder definitief overdroeg aan de Staten van Holland. De resolutie verzocht tevens de andere zes gewesten om hun stadhouderschap onverenigbaar te verklaren met het kapitein-generaalschap, hetgeen zij ten slotte bevestigden met de Akte van Harmonie (1670).
De Oranjerestauratie kwam uiteindelijk tijdens het Rampjaar 1672, toen de Republiek door Frankrijk, Engeland, Keulen en Münster tegelijkertijd werd aangevallen en grotendeels bezet. Grote paniek en onvrede onder de bevolking dwong de Hollandse regenten er uiteindelijk toe om Willem III dan toch aan te stellen als stadhouder van Holland (4 juli) en Zeeland (15 juli). Na eerdere aanslagen te hebben overleefd, uit hun functie te zijn ontslagen en gevangengenomen, werden op 20 augustus Johan en Cornelis de Witt gelyncht door een orangistische meute. Het stadhouderschap werd bovendien erfelijk verklaard in Holland en Zeeland in 1674 en in Friesland in 1675.